# Henrique Charles Morize
Henri Charles Morize ou Henrique Morize (Beaune, 31 de dezembro de 1860 – Rio de Janeiro, 19 de março de 1930) foi um engenheiro industrial, geógrafo e engenheiro civil francês, naturalizado brasileiro. 
Primeiro presidente da Academia Brasileira de Ciências e fundador da física experimental brasileira, Henri foi diretor do Observatório Nacional (ON) entre 1908 e 1929. Radicado no Brasil em 1874, foi designado por Luiz Cruls para chefiar a turma que demarcou o vértice S.E. do Distrito Federal. Como membro do Ministério das Relações Exteriores, Henrique foi 2º Comissário da Comissão da República Argentina (1902-1904).

## Biografia
Henrique nasceu na cidade de Beaune, na Borgonha, em 1860. Cinco anos depois, Henrique perderia a mãe, deixando seus filhos aos cuidados da sogra e da cunhada. A região produtora de vinho era lar da família que trabalhava negociando o produto. Porém, com a Guerra Franco-Prussiana de 1870, a situação dos Morize mudou, obrigando-os a abandonar a região e se estabelecer em outro lugar. A França atravessava uma crise política e financeira com o fim do conflito que rendeu uma derrota humilhante para os franceses. A guerra também levou ao fim os negócios da família Morize.
Assim que ganharam a maioridade, seus irmãos se mudaram para Paris, para morar com a tia, Cécile Henry, que não conseguia ganhar o suficiente para garantir o sustento da família. Desta forma, a intenção de seu pai foi de se mudar para o Rio de Janeiro, na época a capital imperial e mais importante cidade do país, de maneira a recomeçar. Os Morize chegaram no final de 1874, que acabou coincidindo com uma epidemia de febre amarela, que de maneira recorrente assolava a população da capital.
De maneira a fugir da doença, a família se mudou novamente, dessa vez para Santos, em São Paulo, onde enfim se instalou. Foi em Santos que Cécile fundou um colégio para moças que, apesar de desfrutar de relativo sucesso, não foi bem-sucedido financeiramente. Henrique foi obrigado a trabalhar ainda muito jovem. Seu primeiro emprego foi como ajudante na livraria Garraux. Suas obrigações eram desembrulhar pacotes de livros de dia e arrumá-los, varrendo a livraria depois de fechar.
Em seguida, Henrique foi ajudante de telegrafista na estrada de ferro do estado de São Paulo. Esse trabalho acabou sendo decisivo para sua escolha profissional no futuro. Foi trabalhando como ajudante que ele conheceu o engenheiro Eduardo José de Morais que, ao perceber a capacidade de Henrique, sugeriu que ele tentasse estudar na Faculdade de Direito, localizada no Largo São Francisco, na capital paulista.

## Faculdade
Em 1880, após trabalhar por dois anos como ajudante de telegrafista, Henrique prestou com sucesso os exames, ingressando no curso de direito. O desejo inicial de Henrique era a engenharia, porém na época, não existia uma escola politécnica em São Paulo. Henrique ficou pouco tempo no curso de direito. Em 1881, ele se mudou para o Rio de Janeiro para ingressar na Escola Politécnica do Rio de Janeiro, onde cursou engenharia industrial.
Menos de dois anos depois do início do curso, Henrique precisou interromper o curso devido a problemas de saúde e retomou as aulas em 1883. Henrique levou, ao todo, dez anos para se formar em engenharia, que aconteceu em 1890. Além dos problemas de saúde recorrentes, outro motivo para sua longa graduação foi o seu ingresso em 1884 no então Imperial Observatório do Rio de Janeiro como aluno astrônomo. Os motivos para seu ingresso não são conhecidos, mas acredita-se que o interesse por astronomia tenha surgido enquanto era ajudante na livraria.

## Observatório Nacional
Sua primeira atividade no observatório era a pesquisa de cometas, mesma função de Luiz Cruls (1848-1908), então diretor da instituição. Henrique também se ocupava do serviço meteorológico, a conservação e o funcionamento de aparelhos elétricos e, a partir de 1885, com a revisão e o aumento das tabelas de física e química para o anuário.
Em 1886, Luiz Cruls iniciou a publicação da Revista do Observatório, auxiliado por funcionários do Imperial Observatório, entre os quais Henrique, dirigida ao público em geral e que tinha como preocupação aumentar o interesse pela ciência. Foi para esta revista que Henrique começou a escrever seus primeiros artigos científicos. O periódico era mensal, com dois ou três artigos em cada edição, além de informes sobre os progressos da ciência, alcançados em outras partes do mundo, e resenhas bibliográficas. A iniciativa durou até dezembro de 1891, quando as necessidades da jovem República brasileira obrigaram Cruls a encerrar essa atividade.
| “ | Para Morize, a ciência pura no Brasil era recebida ou com indiferença ou com hostilidade, principalmente por não contribuir com o enriquecimento rápido do país. Juntamente com outros cientistas, ele queria modificar este quadro e entendia que, para tanto, era necessária a divulgação maciça, para o público em geral, dos novos conhecimentos científicos. | ” |

Até a Proclamação da República, Henrique realizou tarefas comuns no observatório. Em 1888, acompanhado de Julião de Oliveira Lacaille, determinou as posições geográficas das estações meteorológicas da Estrada de Ferro Pedro II, a atual Central do Brasil. Ao mesmo tempo que atuava como engenheiro cartográfico, Henrique trabalhava na redação de um texto, o “Esboço de Climatologia do Brasil”, que fez parte do volume que o Brasil preparou para a Exposição Universal em Paris, em 1889, em comemoração do centenário da Revolução Francesa.
No final de 1889, Henrique passa por uma mudança significativa de carreira. Em junho de 1892, Cruls foi nomeado chefe da Comissão Exploratória do Planalto Central, criada para determinar a localização da futura capital federal. Nessa comissão, Henrique voltou a realizar trabalhos como engenheiro, demarcando posições geográficas e fazendo trabalhos topográficos e observações meteorológicas. Além de registrar posições de ocorrências geográficas, Henrique aproveitou a oportunidade para tirar uma série de fotografias, área pela qual sempre teve interesse, sobre as populações e a região.
Henrique estava trabalhando em Goiás, em 1893, quando Henrique foi convocado ao Rio de Janeiro para acompanhar uma expedição inglesa que observaria um eclipse solar parcial no Ceará. No final de 1896, Henrique foi nomeado professor interino de física experimental da Escola Politécnica. Nesse mesmo mês assumiu, pela primeira vez, a direção interina do observatório, substituindo Cruls, que passou a sofrer de sérios problemas de saúde. A partir de então, Henrique assumiu diversas vezes a diretoria do observatório.

## Carreira na ciência
Após passar em concurso público, em 1898, Henrique ingressou como catedrático de física experimental e meteorologia da Escola Politécnica. Ele já vinha trabalhando em posições importantes desde 1890. Em 1891, passou a astrônomo do observatório e, cinco anos depois, tornou-se substituto na Escola Politécnica. Em 1901, incumbido interinamente da direção do observatório, Henrique escreveu a seus superiores, relatando a péssima situação física do prédio, tendo recebido nenhuma resposta sobre seus apelos.
Henrique então enviou um ofício diretamente ao ministério, afirmando que, sem reformas urgentes, os serviços ligados à meteorologia e ao magnetismo ficariam comprometidos. Ele tentou fazer com que o observatório funcionasse o mais razoavelmente possível. Em 1912, ele teve mais uma chance de intervir junto às autoridades para tentar mudar a sua sede. É neste ano que aconteceria o eclipse solar que atraiu a atenção de cientistas e observatórios do mundo todo, já que a duração do eclipse no Brasil seria ótima para observações diretas.
Vários astrônomos estrangeiros escreveram para Henrique, perguntando se o observatório poderia prestar as informações necessárias para que planejassem e organizassem suas expedições, e se ele poderia ajudá-los a se locomover até a zona do eclipse. Essa era a chance que ele precisava para conseguir algo que ajudasse a instituição. Ele então escreveu para o ministério novamente, pedindo verba extra para limpar o prédio e participar da observação do evento astronômico. A verba foi concedida e vários observatórios, entre os quais os de Córdova e La Plata, bem como o Bureau des Longitudes da França e o de Greenwich, na Inglaterra, além do próprio Observatório Nacional, partiram para a região de Passa Quatro, no sul de Minas Gerais.
Em 10 de outubro de 1912, contando com várias personalidades, como o presidente da República, Marechal Hermes da Fonseca, as equipes ajustaram seus aparelhos e se prepararam para o eclipse. Porém, devido a fortes chuvas na região, o evento não foi observado. Sete anos depois, as equipes teriam mais sorte em Sobral, quando puderam observar o eclipse solar total, em 29 de maio de 1919. A escolha de Sobral como local de observação foi feito por Henrique e seus assistentes no Observatório Nacional.
Em 1913, Henrique discursou no dia do lançamento da pedra fundamental do novo edifício do Observatório Nacional, no bairro de São Cristóvão, dizendo que a ciência pura, aquela que produz conhecimentos teóricos, ou seja, o que é perseguido e desenvolvido sem que haja por parte do cientista que o cria um compromisso com utilidades materiais e/ou práticas, é o mais alto e importante valor a que podem aspirar as nações.
Foi presidente da Rádio Sociedade do Rio de Janeiro, tendo atuado como ativo participante em sua criação. Uma de suas maiores contribuições foi a difusão do uso dos raios-X no Brasil. Ele não foi o primeiro a fazer radiografias no país, tendo sido antecedido pelo Dr. Francisco Carneiro da Cunha e seu preparador Manoel de Queiroz Ferreira, em março de 1896, quatro meses após os trabalhos de Röntgen. Porém Henrique se engajou na empreitada, aprimorando o processo e realizando um grande número de radiografias ainda em 1896.
Seu trabalho o levou a interagir com os médicos Camillo Fonseca e Araújo Lima, que levou à criação do primeiro gabinete radiológico do país, que durou cerca de um ano e meio. Ele acabou fechado devido ao alto custo de material e à realização de vários exames médicos gratuitos, que os levaram à falência.
Henrique também teve papel de destaque na pesquisa em várias áreas vizinhas à física e à astronomia, tendo iniciado os estudos de sismologia no Brasil. Em 1905, instalou, no Observatório do Castelo, instrumentos que permitiam registrar sismos. Deu também importantes contribuições à meteorologia, em particular na organização de rede nacional de estações meteorológicas.

## A Academia Brasileira de Ciências
Sua experiência como catedrático e diretor do Observatório Nacional o levou a perceber que a única possibilidade de se mudar o ambiente científico no Brasil, fazendo valer a predominância da ciência pura, seria através da união de todos os cientistas e amigos da ciência. Seria preciso criar uma associação que os defendesse e representasse. Em reuniões informais nas salas da Escola Politécnica, no Rio de Janeiro, Henrique e seus colegas conversavam sobre a possibilidade de se criar uma entidade com esses fins.
Em 1916, Henrique e mais alguns cientistas, fundaram a atual Academia Brasileira de Ciências em uma reunião no Salão Nobre da Escola Politécnica. Além de Henrique, estavam presentes na fundação Enes de Sousa, Alípio de Miranda Ribeiro, Luiz de Carvalho e Mello, Julio Cesar Diogo, Ângelo Moreira da Costa Lima, Alberto Childe, Roquette-Pinto, Alberto Betim Paes Leme e Everardo Backheuser. Bruno Alvares da Silva Lobo, Lima Mindelo, Lohman e Daniel Henniger se fizeram representar por seus pares. Na fundação, ficou determinado que o número de sócios efetivos estaria limitado a 100, que seriam escolhidos por eleição entre os brasileiros de notável saber científico, havendo também sócios honorários e correspondentes.
Em 9 de maio de 1925, Henrique recebeu a visita de Albert Einstein, na nova sede do Observatório Nacional, no Morro de São Januário, em São Cristovão, ocasião em que Einstein teria reconhecido a grande importância do trabalho de pesquisa realizado em Sobral: “O problema que minha mente formulou foi respondido pelo luminoso céu do Brasil”.
Henrique foi diretor do Observatório Nacional por 20 anos e presidente da Academia Brasileira de Ciências por 10 anos. Na Academia, Henrique promoveu os periódicos da ABC, incentivando seus colegas a publicarem na revista os resultados de seus experimentos. Uma de suas contribuições fundamentais foi a de estabelecer, desde o início, o princípio que prevalece até hoje de eleger para a academia os melhores cientistas brasileiros.
| “ | A ciência pura, desinteressada, da qual nascem as aplicações práticas, tal como da semente resultam a planta e o fruto, é a base da riqueza nacional, e as nações que a abandonam, fiadas no benefício provável das pesquisas feitas nos países que melhor compreendem os interesses seus e da humanidade, ficarão condenadas a serem países de segunda classe, qualquer que possa ser a riqueza ostentada em certa fase. | ” |

## Morte
Henrique faleceu em 19 de março de 1930, no Rio de Janeiro, aos 69 anos.

## Legado
A Medalha Henrique Morize foi criada em 2014 com o propósito de homenagear indivíduos ou instituições que realizem ou tenham realizado contribuições expressivas para a Academia Brasileira de Ciências, bem como para o desenvolvimento da ciência brasileira. Os agraciados são selecionados pela Diretoria da ABC.